# الطفل الزعيم : أعمال العائلة
الطفل الزعيم : أعمال العائلة (بالانجليزية : the boss baby : family business ) والمعروف في مناطق أخرى باسم الطفل الزعيم 2 هو فيلم كوميدي أمريكي للرسوم المتحركة لعام 2021 يعتمد بشكل فضفاض على كتاب صور عام 2010 الطفل الزعيم من إنتاج دريم ووركس للرسوم المتحركة ، وتوزيع يونيفرسال بيكتشرز. و هو الجزء الثاني والتكملة لفيلم 2017 الطفل الزعيم ، تم عرض الفيلم في الولايات المتحدة في 2 يوليو 2021 في مواقع RealD 3D و Dolby Cinema و 4DX التقليدية والمختارة ، بواسطة يونيفرسال بيكتشرز ؛ تم بثه أيضًا على مستويات مدفوعة من بيكوك لمدة 60 يومًا. حقق الفيلم 147 مليون دولار في جميع أنحاء العالم ، وتلقى آراء مختلطة بشكل عام من النقاد ، حيث وصفه نقاد موقع الطماطم الفاسدة بأنه «تحويل غير مؤلم للأطفال».

## القصة
لقد كبر تيم تمبلتون الآن بشكل كامل ويعيش مع زوجته كارول وابنتيهما تابيثا البالغة من العمر 7 سنوات والرضيع تينا. شقيق تيم الأصغر تيد هو الآن رئيس تنفيذي ناجح ولا يوجد أبدًا. يُظهر تابيثا سلوكًا أكبر لدى البالغين ، وفي إحدى الليالي بينما يتساءل تيم عن الشخص الذي ستصبح ابنته ، يسمع شيئًا من غرفة تينا. اكتشف أن تينا من بيبي كورب ، تمامًا كما كان تيد من قبل ، وأنه تم تكليفها بإحضار تيد هناك لمهمة خاصة. يرفض تيم الاتصال بـ تيد ، قائلاً إنه لن يأتي أبدًا ، ويشجع تينا على العودة للنوم. ومع ذلك ، تركت تينا بريدًا صوتيًا مزيفًا لـ تيد ، لجذبه إلى منزل تمبلتون. في صباح اليوم التالي ، وصل تيد وحاول تيم أن يشرح له أن تينا هي بوس بيبي. تقدم تينا للأخوة صيغة جديدة تسمح لهم بالعودة إلى أطفال لمدة 48 ساعة من أجل التسلل إلى مدرسة تابيثا ومعرفة ما يخططه الدكتور إروين أرمسترونج ، مؤسس ومدير المدرسة ، وراء ظهر الوالدين. في المدرسة ، تيم ، الذي يبلغ من العمر 7 سنوات الآن ، يتبع تابيثا إلى فصلها بينما يتم وضع الطفل تيد مع أطفال آخرين. يجمع تيد الأطفال لمساعدته على الخروج من غرفة اللعب حتى يتمكن من الذهاب إلى مكتب آرمسترونغ للتحقيق. يحاول تيم إرساله إلى مكتب المدير عن طريق تعطيل الفصل ، ولكن بدلاً من ذلك يتم وضعه في «الصندوق» بسبب انتهاء المهلة. يكتشف تيد أن أرمسترونغ هو في الواقع طفل رضيع ، بعد أن هرب من المنزل بعد أن أدرك أنه كان أذكى من والديه ، والآن يكسب المال عن طريق إنشاء تطبيقات هاتف شعبية. خطته النهائية هي التخلص من كل والد في B-Day ، حتى لا يتمكنوا من إخبار أطفالهم بما يجب عليهم فعله بعد الآن. في ليلة مهرجان العيد ، حيث من المفترض أن تغني تابيثا أغنية منفردة ، يخطط الأخوان وتينا لفضح أرمسترونغ. ومع ذلك ، علموا أن B-Day من المقرر أن يحدث في تلك الليلة من خلال تطبيق ارمسترونغ الجديد ، QT-Snap ، والذي سينوم الوالدين في كائنات زومبي طائشة. تم القبض على كل من تيم وتيد من قبل أطفال النينجا التابعين لأرمسترونغ ووضعوا في الصندوق ، الذي يبدأ ببطء في ملء الماء. تابيثا تغني بمفردها ، ولكن عندما ترى أن تيم لم يحضر ، تهرب من المسرح وهي تبكي. تينا مواساتها التي تكشف عن هويتها ومهمتها. توافق تابيثا على مساعدة أختها الصغرى من خلال الوصول إلى الخادم وإغلاق QT-Snap قبل أن ينتشر في جميع أنحاء العالم. تيد قادر على استدعاء بريشوس ، مهر تابيثا الأليف ، إلى المدرسة ، حيث تخرجهم من الصندوق. وصل تيم وتيد إلى الخادم أولاً ، لكن أوقفهما أرمسترونغ ، الذي اتصل بوالدي الزومبي من أجل النسخ الاحتياطي. بينما يعيقهم الأخوان بينما تبدأ الصيغة في التلاشي ، تنهض تينا وتابيثا على الخادم. تابيثا قادر على اختراق شاشة الإغلاق وسحبها ، لكن ارمسترونغ قاطعه. ثم قامت الأخوات بإطلاق بركان من الحمم البركانية باستخدام النعناع والصودا ، مما أدى إلى تدمير الخوادم وإعادة جميع الآباء إلى طبيعتهم. تكشف تينا بعد ذلك أن إعادة تيم وتيد معًا كانت مهمتها الحقيقية. تجتمع عائلة تمبلتون بأكملها للاحتفال بعيد الميلاد ، بينما يعود أرمسترونج إلى عائلته.